# Árkossy Ilona
Árkossy Ilona, született Toszó, művészként Á. Toszó Ilona (Marosvásárhely, 1944. augusztus 18. –) erdélyi magyar színész, Árkossy István felesége.

## Életpályája
Középiskolai tanulmányai idején a Marosvásárhelyi Székely Népi Együttes tánckarának tagja, majd 1962-ben a Szentgyörgyi István Színművészeti Főiskola hallgatója lett. Már másodévesen játszotta Júliát a Főiskolán (Shakespeare: Rómeó és Júlia), és a Marosvásárhelyi Állami Színház társulatában is több szerepet alakított. Köztársasági Ösztöndíjjal végzett. 1966-ban a Marosvásárhelyi Állami Színház társulatához szerződött. Júlia szerepét, mint vendég, Sepsiszentgyörgyön is egy évadon át alakította. Irodalmi és rádióműsorok állandó szereplője volt. 1969-tól a Kolozsvári Állami Magyar Színház társulatának tagja 1987-ig, amikor családjával áttelepült Magyarországra. Ezután színészi pályáját nem folytatta.

## Főbb szerepei
- J. B. Moliere: Tartuffe
- W. Shakespeare: Rómeó és Júlia
- Molnár Ferenc: Liliom
- Arthur Miller: Édes fiaim
- Euripidész- Sartre: Trójai nők
- Szabó Lajos: Családi fészek
- Örkény István: Tóték
- Szabó Lajos: Az otthon szigete
- Énekelj, Aranymadár (Irodalmi pódium)
- Petőfi- emlékműsor (Irodalmi összeállítás)
- Ady-emlékműsor
- Ecaterina Oproiu: Nem vagyok az Eiffel torony
- Dumitru Radu Popescu: Szomorú angyalok
- Leonid Zorin: Varsói melódia
- A.E. Scribe: Egy pohár víz
- Jókai Mór: A kőszívű ember fiai
- Örkény István: Kulcskeresők
- Déry-Presser: Képzelt riport egy amerikai popfesztíválról
- R. Patrick: Kennedy gyermekei
- Tomcsa Sándor: Műtét
- Jókai Mór: Az aranyember
- Bálint Tibor: A sánta angyalok utcája
- Szophoklész: Elektra
- Euripidész: Iphigénia Auliszban
- Arthur Miller: A nép ellensége
- Sütő András: Egy lócsiszár virágvasárnapja
- Kemény Zsigmond, Csávossy György: Özvegy és leánya
- Csiki László: Öreg ház
- Örkény István: Kulcskeresők
- Szigligeti Ede: Fenn az ernyő nincsen kas
- Sütő András: A szúzai menyegző
- Csiribiri